# Dekanat Koprzywnica
Dekanat Koprzywnica – jeden z 25 dekanatów w rzymskokatolickiej diecezji sandomierskiej.

## Parafie
W skład dekanatu wchodzi 9 parafii:
- parafia św. Józefa – Chodków Nowy
- parafia MB Różańcowej – Koprzywnica
- parafia św. Floriana – Koprzywnica
- parafia św. Mikołaja – Łoniów
- parafia św. Stanisława – Osiek
- parafia Trójcy Przenajświętszej – Samborzec
- parafia św. Jana Chrzciciela – Skotniki
- parafia Narodzenia NMP – Sulisławice
- parafia św. Michała Archanioła – Wiązownica-Kolonia.

## Sąsiednie dekanaty
Baranów Sandomierski, Klimontów, Połaniec, Sandomierz, Staszów, Nowa Dęba, Tarnobrzeg